# Janusz Krawczyk
Janusz Krawczyk (17 de diciembre de 1949-3 de abril de 2021) fue un deportista polaco que compitió en luge. Ganó una medalla de bronce en el Campeonato Europeo de Luge de 1971, en la prueba doble.

## Palmarés internacional
| Campeonato Europeo | Campeonato Europeo | Campeonato Europeo | Campeonato Europeo |
| Año                | Lugar              | Medalla            | Prueba             |
| ------------------ | ------------------ | ------------------ | ------------------ |
| 1971               | Imst (Austria)     | Medalla de bronce  | Doble              |